# Papilloderma altonagai
Papilloderma altonagai је пуж из реда Stylommatophora и фамилије Papillodermatidae.

## Угроженост
Ова врста је на нижем степену опасности од изумирања, и сматра се скоро угроженим таксоном.

## Распрострањење
Шпанија је једино познато природно станиште врсте.

## Станиште
Врста Papilloderma altonagai има станиште на копну.